# Charlton Comics
Charlton Comics fue una editorial estadounidense de cómic que existió de 1946 a 1986, aunque ya había editado cómics bajo varios nombres distintos desde 1944. Tenía su sede en Derby, Connecticut, Estados Unidos.

## Historia
Charlton Comics era una división de Charlton Publications, que publicaba revistas, libros-juego y, durante poco tiempo, libros bajo los sellos Monarch y Gold Star, además de que tenía su propia distribuidora, Capital Distribution. Esta editorial publicaba una gran variedad de géneros de historieta, incluyendo ciencia ficción, policiaca, wéstern, terror, bélica y romántica, así como series de superhéroes y de animales graciosos. La compañía era conocida por sus prácticas de bajo presupuesto, a menudo usando material no publicado adquirido de compañías desaparecidas y pagando a los autores de cómics los sueldos más bajos de la industria. Charlton Comics fue también la última de las editoriales de cómics de Estados Unidos que aumentó el precio de sus cómics de 10 centavos de dólar a 12 centavos a mediados de 1962.

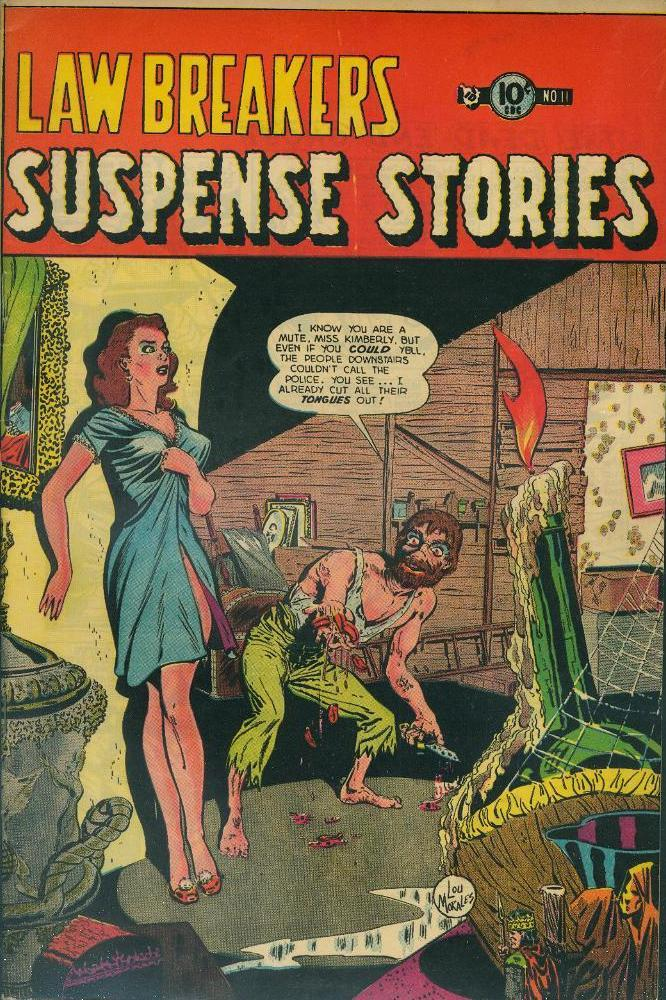
Portada de de Lawbreakers, primera publicación de Charlton Publications aparecida en marzo de 1951.

Fue también la única entre las compañías de historietas en controlar todas las áreas de publicación, desde la editorial a la imprenta y la distribución, en vez de asociarse como las demás con entidades externas, operando por completo en su sede en Derby.
La compañía fue fundada por John Santangelo Sr. y Ed Levy en 1940 bajo el nombre T.W.O. Charles Company, nombrada así porque los hijos de los dos editores se llamaban Charles, y luego se convirtió en Charlton Publications en 1945. La primera aparición del nombre de Charlton Comics fue Marvels of Science N.º 1 (marzo de 1946). En 1949 compró la compañía Song Lyric, Inc. que publicaba la revista Song Hits y era propiedad de Lyle Engel.
Durante 1954 y 1955, adquirió la propiedad de diversas historietas editoriales más pequeñas, como Superior Comics, Mainline Publications, St. John Publications y, más notablemente, Fawcett Publications, que publicaba al exitoso personaje Captain Marvel. Charlton continuó publicando dos de las historietas de terror de Fawcett, This Magazine Is Haunted y Strange Suspense Stories, usando material inédito de la editorial.
A mediados de la década de 1950, Charlton publicó brevemente una título del personaje Blue Beetle con historias nuevas y reimpresiones. En 1956 publicó también algunos títulos de corta duración escritos por Jerry Siegel, el cocreador de Superman, tales como Mr. Muscles, Zara the Mystic y Nature Boy.
El fondo editorial de Charlton, así como sus personajes fueron adquiridos por la editorial DC Comics en 1983, pasando a engrosar la lista de personajes de la compañía de Warner Bros. Durante la planificación de la serie limitada Watchmen, los dos autores, Dave Gibbons y Alan Moore, quisieron utilizar a los personajes de Charlton Comics para su novela, pero esto fue denegado por el entonces ejecutivo Dick Giordano, quien prefirió integrar a los nuevos personajes en la continuidad de DC comics.